# Nicolas Dandois
Nicolas Dandois, né le 22 juillet 1980 à Charleroi (province de Hainaut), est un graphiste et auteur de bande dessinée belge francophone.

## Biographie
Nicolas Dandois naît le 22 juillet 1980 à Charleroi dans le Borinage.
Il est issu de l’atelier de bande dessinée de l’institut Saint-Luc de Bruxelles en 2002. Il exerce ses talents de graphiste dans cette même ville. En 2008, il participe au lancement de la revue de bande dessinée et nouvelles illustrées In8 où il signe plusieurs séries. 
Il lance la série historique Napoléon sur le personnage de Napoléon Ier avec le premier volet d'une série qui devrait en compte cinq en 2010. Été 1815 au format roman graphique est son premier ouvrage publié dans la collection « Des ronds dans l'O - Histoire » aux éditions Des ronds dans l'O. Dans la foulée, il réalise le second tome, La Corse, l'année suivante.
Les planches de Été 1815 sont exposées au Musée Wellington à Waterloo, celles de La Corse le sont à la librairie BD world de la même commune.
Ce diptyque prend le point de vue de son épouse Joséphine pour conter Napoléon Bonaparte.

### Vie privée
Il demeure à Bruxelles.

## Œuvre

### Albums de bande dessinée

#### Napoléon
- 1. Été 1815, Des ronds dans l'O, coll. « Histoire », Vincennes, septembre 2010
Scénario et dessin : Nicolas Dandois - Couleurs : noir et blanc -  (ISBN 9782917237137),Format broché à rabats 165 × 240 mm.
- 2. La Corse, Des ronds dans l'O, coll. « Histoire », Vincennes, juillet 2011
Scénario et dessin : Nicolas Dandois - Couleurs : noir et blanc -  (ISBN 978-2-917237-19-9),Format broché à rabats.

#### Livres
: document utilisé comme source pour la rédaction de cet article.
- Thierry Bellefroid et Jean-Marie Derscheid, « Dandois Nicolas Dessinateur - Scénariste », dans 77 auteurs de bande dessinée en Wallonie et à Bruxelles, Bruxelles, Wallonie-Bruxelles International, 2017, 128 p., ill. ; 26 cm (ISBN 2-930071-83-4, lire en ligne), p. 38.
- Philippe Mellot, Michel Denni, Laurent Turpin et Isabelle Morzadec, Trésors de la bande dessinée : BDM 2023-2024 - Catalogue encyclopédique et Argus, Paris, Les Arènes, novembre 2022, 23e éd., 1677 p., ill. ; 23 cm (ISBN 9791037507280, OCLC 1351462460, présentation en ligne), p. 881. .

#### Articles
- Nicolas Dandois (interviewé par Jean-Jacques Procureur), « 5 questions à Nicolas Dandois », BD Best,‎ 22 octobre 2010 (lire en ligne, consulté le 28 septembre 2023).
- Nicolas Dandois (interviewé par François Boudet), « Nicolas Dandois : « Pour moi, l’humour est une excellente habitude, presque une manie. » », ActuaBD,‎ 26 octobre 2010 (lire en ligne, consulté le 21 septembre 2023).